# ويليام مانلي جيرمان
ويليام مانلي جيرمان هو سياسي كندي، ولد في 25 مايو 1851، وتوفي في 31 مارس 1933. حزبياً، نشط في الحزب الليبرالي الكندي. وقد انتخب عضو برلمان مقاطعة أونتاريو وانتخب عضو مجلس العموم الكندي.